# Barnens järnväg, Jerevan
| Head station |

| Enter and exit short tunnel |

| Stop on track |

| End station |

| Head station |

| Enter and exit short tunnel |

| Stop on track |

| End station |

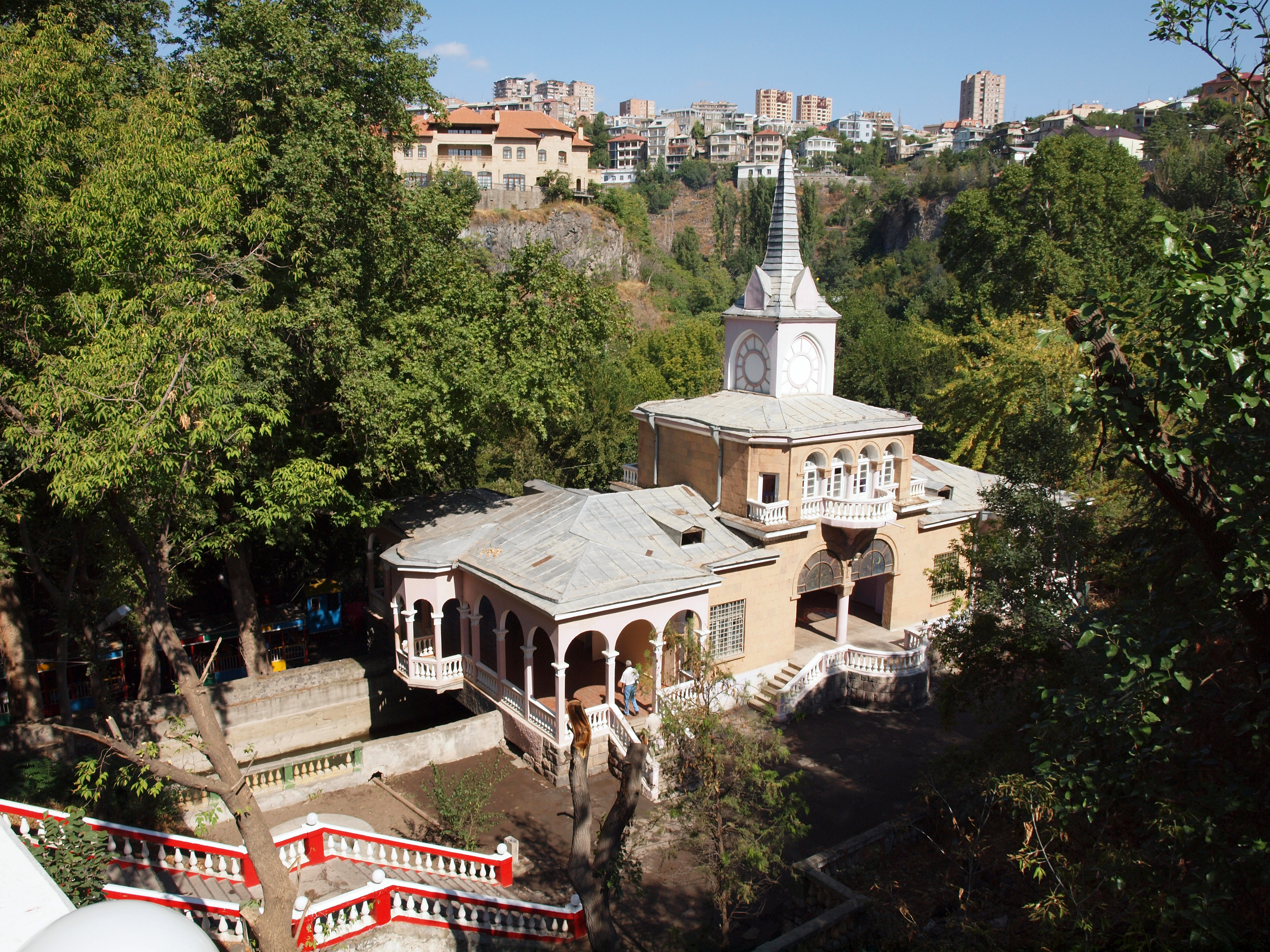
Stationen Hajrenik ("moderslandet")

Barnens järnväg (armeniska: Երևանի մանկական երկաթուղի, erewani mankakan jerkatughi;) är en smalspårig kort järnvägssträcka i Jerevan i Armenien.
Barnens järnväg går i floden Hrazdans ravin en sträcka på 2,1 kilometer, inklusive en 45 meter lång tunnel. Det finns en påkostad station, samt två hållplatser. Järnvägen har spårvidden 750 millimeter och är en av flera liknande Barnens järnvägar som anlades i Sovjetunionen. 
Barnens järnväg i Jerevan anlades 1937 och är fortfarande i funktion. Den trafikerades ursprungligen med ett ånglok från Voroshilovgrads lokomotivfabrik med tre täckta och två öppna personvagnar. Ångloket har ersatts 1971 med ett diesellok.
Liksom beträffande andra pionjärjärnvägar i Sovjetunionen drevs järnvägen tidigare under medverkan av ungdomar som ett pedagogiskt koncept för att intressera unga för teknik och järnvägar.

## Bildgalleri

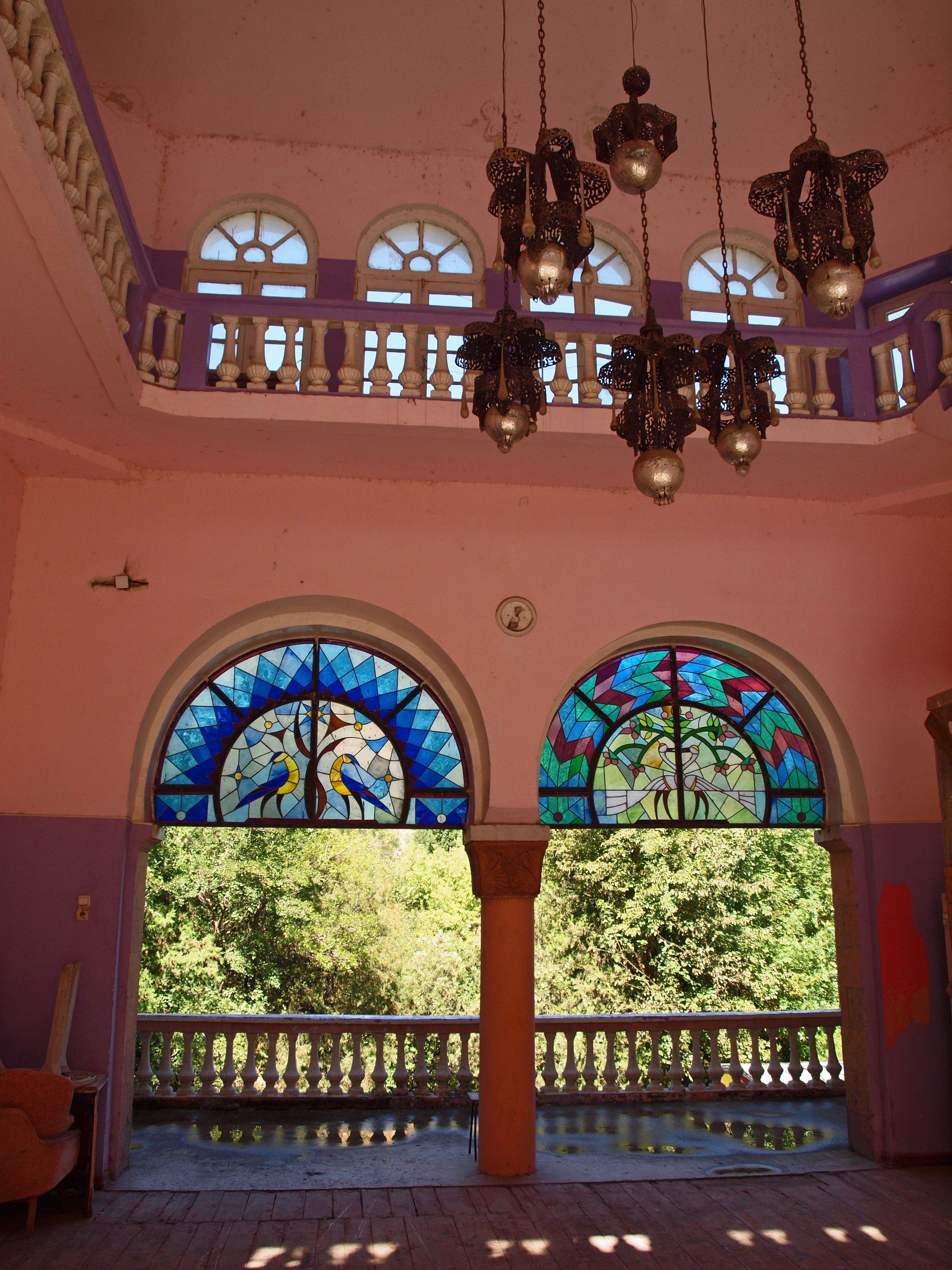
Interiör av stationen
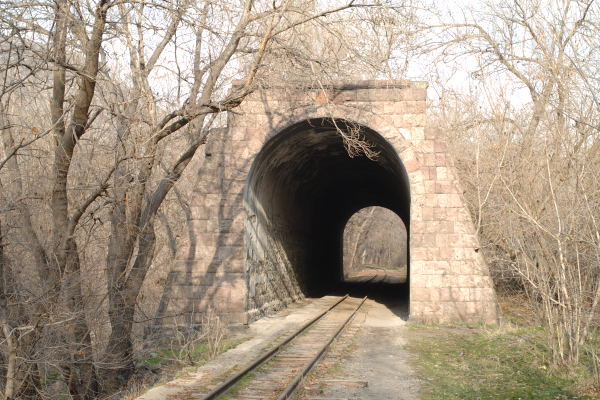
Tunneln
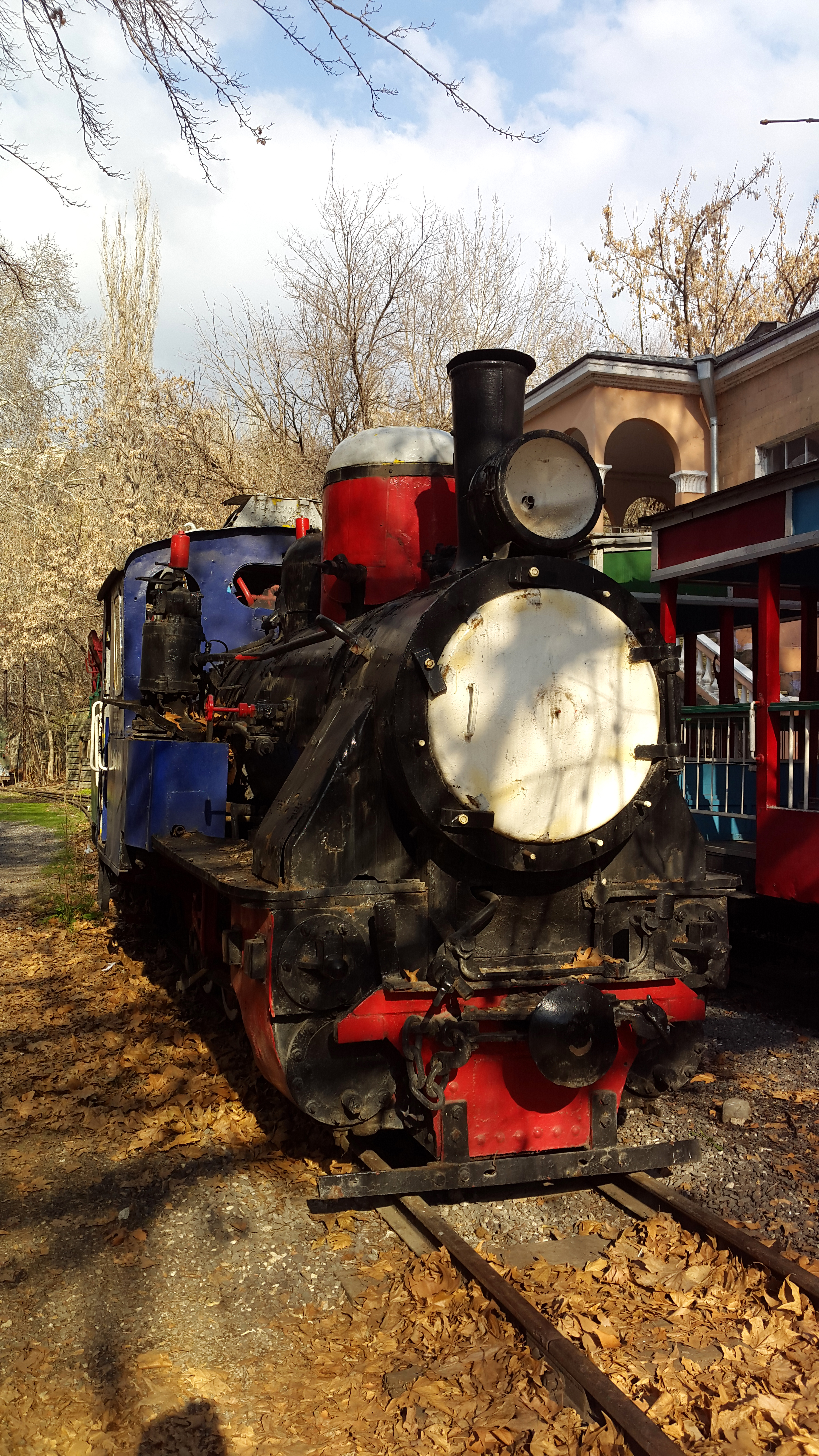
Det tidigare använda ångloket
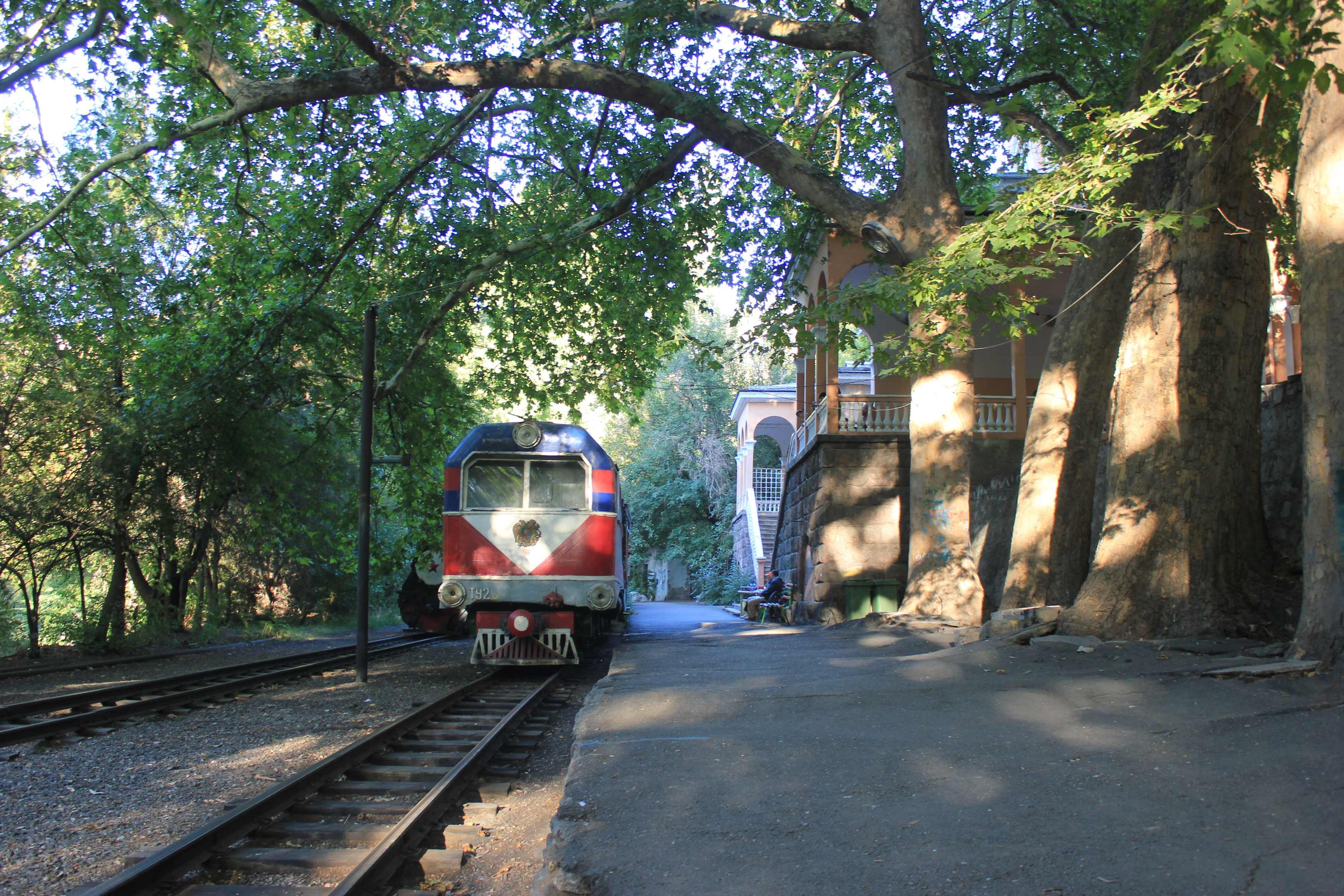
Diesellok vid stationen